# Cuarta Manzana Toxtha
Cuarta Manzana Toxtha är en ort i Mexiko.   Den ligger i kommunen Alfajayucan och delstaten Hidalgo, i den sydöstra delen av landet, 110 km norr om huvudstaden Mexico City. Cuarta Manzana Toxtha ligger 1 886 meter över havet och antalet invånare är 192.
Terrängen runt Cuarta Manzana Toxtha är kuperad åt sydost, men åt nordväst är den platt. Runt Cuarta Manzana Toxtha är det ganska glesbefolkat, med 31 invånare per kvadratkilometer. Närmaste större samhälle är Alfajayucan, 0,66 km öster om Cuarta Manzana Toxtha. Omgivningarna runt Cuarta Manzana Toxtha är en mosaik av jordbruksmark och naturlig växtlighet.